# Дієтісальві ді Спеме
Дієтісалві ді Спеме (*Dietisalvi di Speme, д/н —†після 1291) — італійський готичний художник , представник Сієнської школи.

## Життєпис
Про життя цього художника немає відомостей. Знано, що він з 1250 до 1291 року активно займався творчістю. Діетісальві ді Спеме часто фігурує в документах сієнського казначейства, як виконавець замовлень на виготовлення таволетта. Деякі дослідники писали навіть, що у нього була монополія на ці роботи.
З відомих по документам 56 таволетта, написаних Діетісальві ді Спеме, до тепер дійшло лише 4. Найвідомішими з них є таволетта з портретами «камерленго» (глави сієнського казначейства) Ільдебрандіно Пал'ярезе (1264 рік, Сієна, Міський архів) і Ран'єрі Пал'яре (1270 рік, Сієна, міський архів). Ці зображення цікаві в першу чергу тим, що це перші реальні портрети рядових людей, а не ікони канонізованих святих. Вони написані темперою вохристих тонів, губи виділені темно-червоним пігментом. На той момент це був великий прогрес у розвитку живопису.
Окрім цієї роботи фахівці приписують Діетісальві ще кілька творів: «Мадонна з немовлям і ангелами» (1262 рік, Сієна, Пінакотека), «Мадонна ді Сан Бернардіно» (Сієна, Пінакотека), і «Розп'яття». Відомо, що спільно з Гвідо да Сієна він розписав «Релікварій блаженного Андреа Галлерані» (1270 рік, Сієна, Пінакотека). До того ж, багато дослідників вважають, що фрески, виявлені в крипті Сієнського собору у 2001 році, теж належать пензлю Діетісальві ді Спеме. Їх створення відносять до 1280-х років.